# Stephan Anliker
Stephan Anliker (* 1957 in Langenthal) ist ein Schweizer Architekt und ehemaliger Leichtathlet. 

## Leben
Anliker ist als Architekt Mehrheitsaktionär der Unternehmensgruppe Ducksch & Anliker, die für Spielzeit 2015/16 zu den Hauptsponsoren des Grasshopper Club Zürich gehörte.
Er war vom 13. Februar 2014 bis 25. März 2019 Präsident des Schweizer Sportclubs Grasshopper Club Zürich und seit 2011 Mitglied im Verwaltungsrat des GCZ. Anliker gehört dem GCZ seit 2007 an und hält eines von 16 Eigentümerpaketen. Anliker ist auch Präsident des Schweizer Eishockeyclubs SC Langenthal und Mitglied im Verwaltungsrat des FC Zug 94. Anliker ist verheiratet mit Regula Aebi.

### Sport
Anliker war 1989 Schweizer Hallenmeister im Kugelstossen und von 1987 bis 1991 fünfmaliger Vizemeister im Diskuswerfen. Anschliessend trainierte er die Schweizer Sprinterin Regula Aebi, die er später auch heiratete. Das Ehepaar hat zwei Kinder.